# GM Futurliner
GM Futurliners var en grupp av stylade bussar designade på 1940-talet av Harley Earl för General Motors. De användes i företagets "Parade of Progress", en rullande utställning för nya bilar och teknik. Utställningen med dessa fordon förekom från 1940 till 1941 och återigen från 1953 till 1956. Sammanlagt 12 fordon byggdes och minst 9-10 exemplar existerar fortfarande(2007).

## Parade of Progress
Varje Futurliner var utrustad med en temautställning för att visa nya framsteg inom vetenskap och teknik. Det kunde vara till exempel jetmotorer, mikrovågsugnar, TV och andra moderna underverk från tiden.
Parade of Progress avbröts av andra världskriget, och återupptogs efter kriget. Dock avbröts paraden permanent 1956 - till stor del på grund av en av de innovationer som man visat upp, TV. Allmänheten visade nämligen inget större intresse av evenemang av detta slag sedan TV:n slagit igenom.
Förutom de tolv Futurliners, ingick ca 32 stödfordon i paraden.

## Efter paraden
Två Futurliners skänktes av GM till Michigan State Police. Återfödda som "Safetyliners" skulle de användas för att öka säkerheten på vägarna.
Minst en Futurliner köptes av frikyrkopastorn Oral Roberts och användas som en portabel scen under hans evangeliska framträdanden på 1960-talet. Detta fordon tros sedan dess befinna sig i Central- eller Sydamerika.
Ett av fordonen fanns med i filmen Firepower från 1993

## Idag
- Futurliner nr. 3 renoverdes av kindig-it 2014-2015
- Futurliner nr. 11 såldes för USD 4 000 000 den 21 januari 2006 vid en Barrett-Jackson auktion i Arizona.
- Futurliner nr. 10 anses vara den mest noggrant restaurerade Futurlinern.
- Futurliner nr. 8 finns numera i Sverige, importerad av Nicklas Jonsson. Bilen kommer att renoveras under en längre tid och finns omtalad i ett flertal biltidningar.

Av de övriga sju kända kvarvarande Futurliners används en som husbil, två används i reklamsyften. Ytterligare en är under renovering i Maine.
De övriga fyra bedöms vara i för dåligt skick för att rimligen kunna renoveras.